# Inglis Memorial Hall

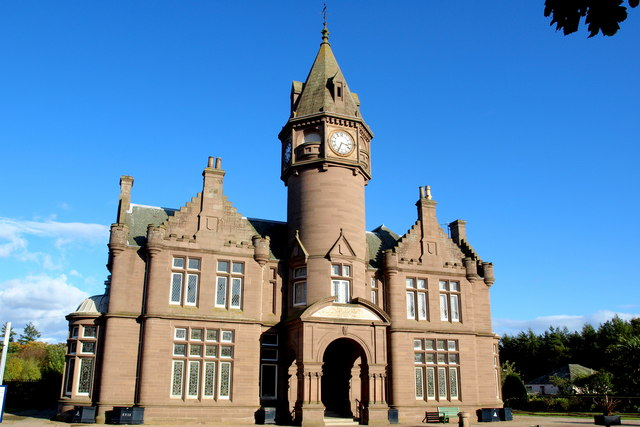
Inglis Memorial Hall

Die Inglis Memorial Hall ist eine Gemeindehalle in der schottischen Ortschaft Edzell in der Council Area Angus. 1980 wurde das Bauwerk in die schottischen Denkmallisten zunächst in der Kategorie B aufgenommen. Die Hochstufung in die höchste Denkmalkategorie A erfolgte 2011.

## Geschichte
Bei der Inglis Memorial Hall handelt es sich um eine Stiftung des lokalen Philanthropen Robert William Inglis, der die Halle in Gedenken an seine Eltern errichten ließ. Sie wurde 1898 fertiggestellt. Die Planung übernahm das aus Dundee stammende Architekturbüro Charles & Leslie Ower. Das Brüderpaar zerstritt sich noch im selben Jahr, woraufhin das Gemeinschaftsbüro aufgelöst wurde.
Die Gemeindehalle umfasst auch eine öffentliche Bibliothek, die Inglis mit rund 6000 Büchern bestückte. Obschon im späten 19. Jahrhundert zahlreiche Bibliotheken in Schottland eröffneten, ist die Bibliothek der Inglis Memorial Hall auf Grund ihres weitgehend unveränderten Zustands von Interesse. So ist beispielsweise der Cotgreave Indicator, der die Verfügbarkeit der einzelnen Werke anzeigte, da zu dieser Zeit der Buchbestand der Öffentlichkeit nicht frei zugänglich sein durfte, noch vollständig erhalten.

## Beschreibung
Die Inglis Memorial Hall steht an der Einmündung der Ramsay Street in die High Street am Südrand von Edzell. Das Mauerwerk des zweistöckigen Gebäudes besteht aus rotem Sandstein. Es ist im Scottish-Baronial-Stil ausgestaltet. Von der westexponierten Hauptfassade ragt ein markanter fünfstöckiger Uhrturm auf. Am Fuße springt eine Porte-cochère mit rundbogigen Öffnungen und korinthischen Pilastern hervor. Sie schließt mit einem gebrochenen Segmentbogengiebel in dessen Tympanum ein Mosaik den Namen der Halle wiedergibt. Der Turm schließt mit einem schiefergedeckten, oktogonalen Helm mit Lukarnen. Die Seitenfassaden sind asymmetrisch ausgeführt.